# 이도희 (배구인)
이도희(李倒禧, 1968년 1월 27일~)는 대한민국의 전 배구 선수, 배구 해설자이자 현 배구 지도자이다. 호남정유와 대한민국 국가대표팀 소속으로 활동하였으며 선수 시절 철녀, 컴퓨터 세터라는 별명으로 불렸다. 이후 지도자와 해설 위원으로 활약하였다. 2016-2017 시즌이 끝난 후 양철호 감독의 후임으로 수원 현대건설 배구단 감독으로 부임하였다.
하지만 시즌 종료 후 재계약에 불발되어 실패하여 현대건설 감독직에서 물러나게 되었다.

## 경력
- 1985년~1995년, 호남정유 선수
- 2013년~2017년, SBS 스포츠 배구 해설위원
- 2017년~2021년, 수원 현대건설 배구단 감독
- 2024년~, 이란 청소년 여자 배구 국가대표팀 감독

## 수상
- 1994년 아시안 게임 배구 –  금메달

## 감독 기록
| 팀            | 시즌    | 정규리그 | 정규리그 | 정규리그 | 정규리그 | 정규리그 | 포스트시즌 | 포스트시즌 | 포스트시즌 | 포스트시즌 | 포스트시즌      |
| 팀            | 시즌    | 경기 수  | 승       | 패       | 승률     | 결과     | 경기 수    | 승         | 패         | 승률       | 결과            |
| ------------- | ------- | -------- | -------- | -------- | -------- | -------- | ---------- | ---------- | ---------- | ---------- | --------------- |
| 수원 현대건설 | 2017-18 | 30       | 14       | 16       | .467     | 3위      | 3          | 1          | 2          | .333       | 플레이오프 패배 |